# 哈德里環流圈

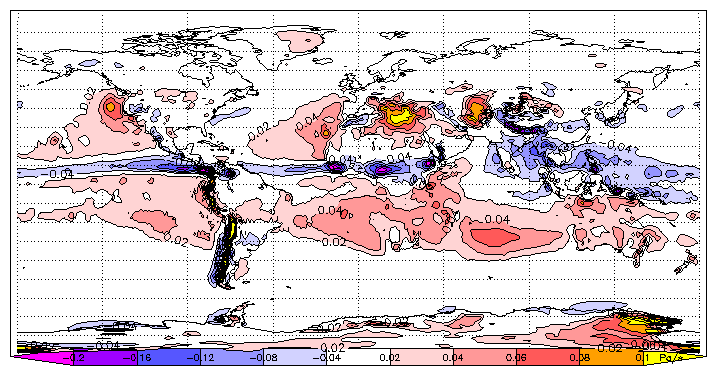
哈德里環流圈
藍色為上升氣流，紅色為沉降氣流，形成環流圈

哈德里環流圈（Hadley Cell）是指赤道附近受熱上升的氣流在上升到對流層後，分別向兩極方向移動，之後逐漸冷卻，約在緯度30度附近沉降，然后由地表向赤道移動，形成一個循環。
1735年喬治·哈德里（George Hadley）針對盛行西風與信風的形成原因提出了大氣環流的假設模型。他指出在赤道附近的空氣因為長時間被太陽照射，受熱後因其密度變低而上升，並往兩極移動，之後氣流隨著緯度變高而逐漸冷卻，密度增高後下降到地表附近，然後又移動回赤道，形成一個環流圈。
後來經過驗證，雖然赤道上升的氣流確實往兩極移動，但未如哈德里所假設的吹至兩極，而是在馬緯度（緯度30度附近）左右便沉降形成副熱帶高壓下沉气流，然後以信風形式吹回到赤道。不過整個循環和成因大致和哈德裡的假設相符，因此後世便將此一大氣環流稱為「哈德里環流圈」。